# أوجوست مارييت
أوجوست مارييت وعرف فيما بعد بـ مارييت باشا  (11 فبراير 1821 — 18 يناير 1881) مؤسس المتحف المصري في القاهرة وعالم من علماء المصريات كان له الفضل الكبير في الاحتفاظ بآثار مصر.
جاء المسيو مارييت مصر سنة 1850، موفداً من قبل الحكومة الفرنسية للبحث عن بعض الآثار والمخطوطات، فعكف على التنقيب عن آثار سقارة، وأجرى حفائر عظيمة حتى كشف مدفن العجول (السرابيوم)، وكان يعمل في التنقيب منفرداً، دون أن تكون له بالحكومة صلة رسمية، وقد نقل إلى فرنسا كثيراً مما عثر عليه من العاديات واللوحات الأثرية، وظل يعمل على هذا النحو حتى جعله سعيد باشا سنة 1858 مأموراً لأعمال العاديات بمصر، وكان ذلك بسعي المسيو فردينان دليسبس صديق سعيد الحميم، وقد بذل مارييت جهوداً في التنقيب عن العاديات والآثار ونقلت إلى مخازن أعدت لها ببولاق. ولما مات سعيد لقي مارييت من إسماعيل تعضيداً كبيراً، فأمره الخديوي بإصلاح مخازن بولاق وتوسيعها، وافتتحها في حفلة رسمية حافلة يوم 18 أكتوبر 1863، وظلت دار العاديات في تقدم مستمر بفضل مثابرة مارييت ومؤازرة إسماعيل إياه طوال مدة حكمه.

## وفاته
بقي مارييت مثابراً على تعهد متحف الآثار حتى توفي سنة 1881، وقد نقل المتحف إلى الجيزة سنة 1891، ثم إلى مكانه الحالي بجوار قصر النيل سنة 1902، ودُفِن جثمان مارييت باشا في ناووس بمدخل المتحف المصري.

صدر له عن المشروع القومي للترجمة سلسلة ميراث الترجمة كتاب بعنوان «تاريخ القدماء المصريين» رقم الكتاب 1093 .

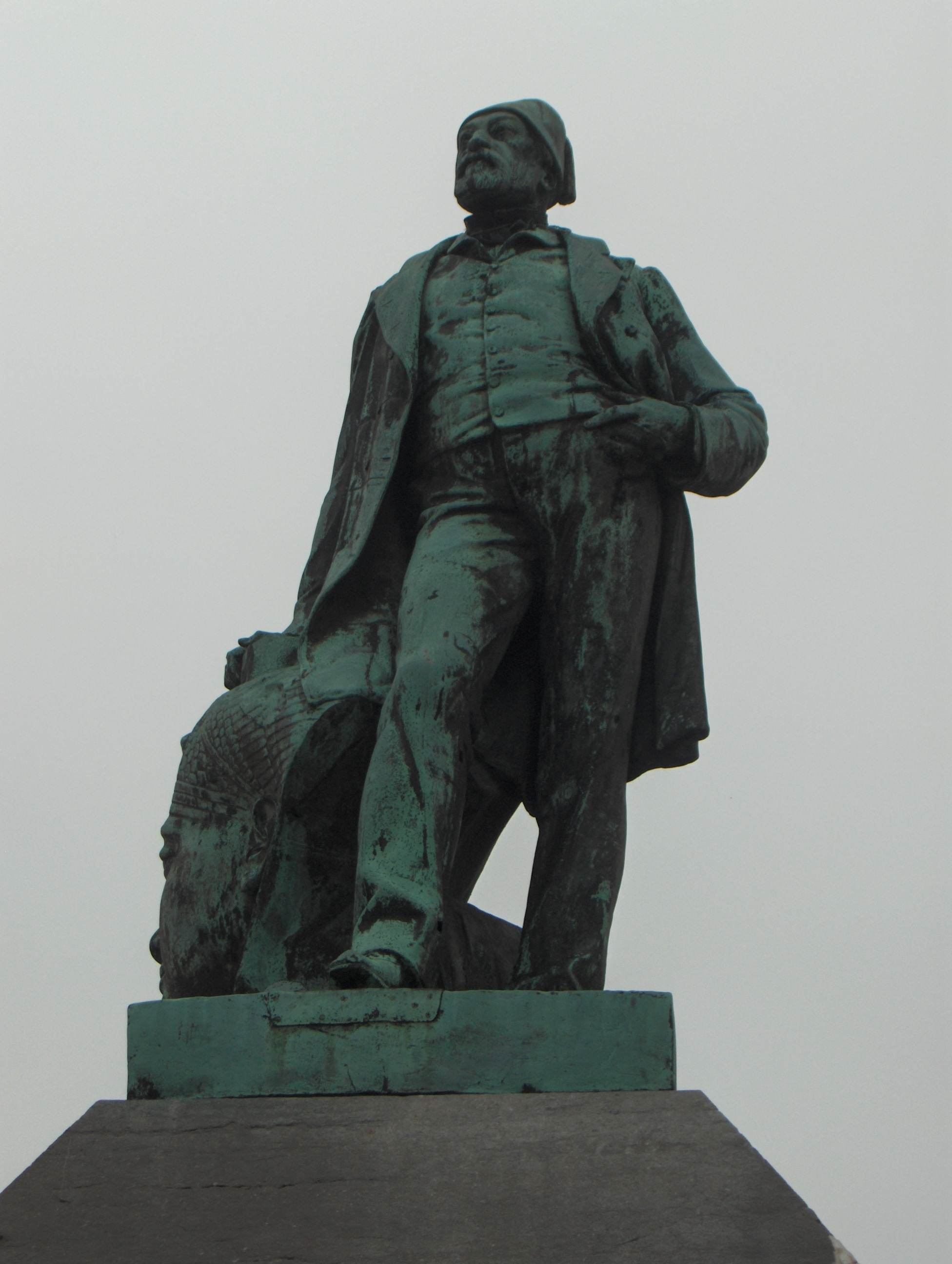
تمثال أوجوست مارييت في مدينتة بولون - سور - مير.

## روابط خارجية
- أوجوست مارييت على موقع الموسوعة البريطانية (الإنجليزية)
- أوجوست مارييت على موقع ميوزك برينز (الإنجليزية)